# RNASE8
RNASE8 (англ. Ribonuclease A family member 8) – білок, який кодується однойменним геном, розташованим у людей на 14-й хромосомі. Довжина поліпептидного ланцюга білка становить 154 амінокислот, а молекулярна маса — 17 041.
| 10         |  | 20         |  | 30         |  | 40         |  | 50         |
| ---------- |  | ---------- |  | ---------- |  | ---------- |  | ---------- |
| MAPARAGCCP |  | LLLLLLGLWV |  | AEVLVRAKPK |  | DMTSSQWFKT |  | QHVQPSPQAC |
| NSAMSIINKY |  | TERCKDLNTF |  | LHEPFSSVAI |  | TCQTPNIACK |  | NSCKNCHQSH |
| GPMSLTMGEL |  | TSGKYPNCRY |  | KEKHLNTPYI |  | VACDPPQQGD |  | PGYPLVPVHL |
| DKVV       |  |            |  |            |  |            |  |            |

A: Аланін

C: Цистеїн

D: Аспарагінова кислота

E: Глутамінова кислота

F: Фенілаланін

G: Гліцин

H: Гістидин

I: Ізолейцин

K: Лізин

L: Лейцин

M: Метіонін

N: Аспарагін

P: Пролін

Q: Глутамін

R: Аргінін

S: Серин

T: Треонін

V: Валін

W: Триптофан

Кодований геном білок за функціями належить до гідролаз, нуклеаз, ендонуклеаз. 
Секретований назовні.